# Puerto del Rosario
Puerto del Rosario est une commune de la communauté autonome des Îles Canaries en Espagne. Elle est située au nord de l'île de Fuerteventura dont elle est la capitale, dans la province de Las Palmas.
Puerto del Rosario compte deux espaces naturels protégés le Parque Rural de Betancuria et le Paisaje Protegido de Vallebrón, qui s'étendent sur d'autres communes. Elle était connue sous le nom de Puerto Cabras jusqu'en 1956.

## Géographie

### Localisation

Localisation de l'île de Fuerteventura dans les Îles Canaries.
Localisation de Puerto del Rosario dans l'île de Fuerteventura.

|                  | La Oliva              |                  |
| Océan Atlantique | Puerto del Rosario    | Océan Atlantique |
| Betancuria       | Betancuria et Antigua | Antigua          |

### Villages de la commune
Entre parenthèses figure le nombre d'habitants de chaque village en 2008.
- Puerto del Rosario (28 844)
- El Matorral (2 043)
- Tetir (797)
- Casillas del Angel (537)
- Los Estancos (606)
- La Asomada (343)
- Tefia (248)
- Tesjuates (203)
- El Time (291)
- La Ampuyenta (214)
- Llanos de la Concepción (187)
- Puerto Lajas (665)
- La Matilla (158)
- Guisguey (117)
- Las Parcelas (25)
- Puertito de los Molinos (15)

### Climat
| Mois                                  | jan.      | fév.      | mars    | avril    | mai       | juin      | jui.    | août    | sep.      | oct.      | nov.      | déc.      | année   |
| ------------------------------------- | --------- | --------- | ------- | -------- | --------- | --------- | ------- | ------- | --------- | --------- | --------- | --------- | ------- |
| Température minimale moyenne (°C)     | 14,7      | 14,8      | 15,5    | 16       | 17,1      | 19,1      | 20,8    | 21,5    | 21,2      | 19,8      | 17,7      | 15,9      | 17,8    |
| Température moyenne (°C)              | 17,6      | 17,9      | 18,9    | 19,5     | 20,6      | 22,5      | 24      | 24,6    | 24,4      | 22,9      | 20,9      | 18,9      | 21,1    |
| Température maximale moyenne (°C)     | 20,6      | 21        | 22,2    | 22,9     | 24,1      | 25,8      | 27,3    | 27,8    | 27,5      | 26,1      | 24        | 22        | 24,3    |
| Record de froid (°C) date du record   | 8 1976    | 8 1976    | 8 1974  | 9,5 1971 | 11,6 1976 | 13 1974   | 14 1975 | 15 1981 | 15 1970   | 12 1973   | 10,5 1972 | 9 1974    | 8 1976  |
| Record de chaleur (°C) date du record | 28,5 2010 | 30,8 2010 | 34 1977 | 38 1980  | 36,8 2015 | 41,6 2012 | 43 1975 | 41 1988 | 37,9 2011 | 38,7 2017 | 34,8 1985 | 29,5 1989 | 43 1975 |
| Ensoleillement (h)                    | 190       | 190       | 233     | 242      | 280       | 285       | 294     | 289     | 246       | 227       | 203       | 186       | 2 836   |
| Précipitations (mm)                   | 14        | 16        | 12      | 5        | 1         | 0         | 0       | 0       | 2         | 8         | 13        | 26        | 98      |
| Nombre de jours avec précipitations   | 2,5       | 2,4       | 1,9     | 1        | 0,2       | 0         | 0       | 0,1     | 0,5       | 1,7       | 2,2       | 3,2       | 15,7    |
| Humidité relative (%)                 | 68        | 69        | 68      | 65       | 66        | 67        | 69      | 71      | 72        | 73        | 71        | 71        | 69      |
| Nombre de jours d'orage               | 0,2       | 0,1       | 0,1     | 0,1      | 0         | 0         | 0       | 0,1     | 0,2       | 0,2       | 0,2       | 0,1       | 1,3     |

| Diagramme climatique                                  |          |            |         |           |           |           |           |           |           |          |          |
| J                                                     | F        | M          | A       | M         | J         | J         | A         | S         | O         | N        | D        |
| 20,614,714                                            | 2114,816 | 22,215,512 | 22,9165 | 24,117,11 | 25,819,10 | 27,320,80 | 27,821,50 | 27,521,22 | 26,119,88 | 2417,713 | 2215,926 |
| Moyennes : • Temp. maxi et mini °C • Précipitation mm |          |            |         |           |           |           |           |           |           |          |          |

## Patrimoine
- Église de Nuestra Señora del Rosario
- Église de Santa Ana
- Église Santo Domingo de Guzmán
- Chapelle de San Agustín
- Chapelle de Nuestra Señora del Socorro
- Chapelle de Nuestra Señora de la Concepción
- Chapelle de San Pedro Alcántara

## Sport
Puerto del Rosario  dispose de plusieurs installations sportives, dont le Stade municipal de Los Pozos, le principal stade de football de la ville.